# NBC
La National Broadcasting Company, Incorporated (NBC, pronunciï's /'εn.'bi.'si/) és una empresa estatunidenca de televisió i de mitjans de comunicació.
És propietària de cadenes de ràdio i televisió, produeix programes de televisió, opera emissores de radiodifusió als Estats Units, posseeix diverses cadenes de televisió per cable i per satèl·lit i inversions en actius multimèdia, Internet i televisió per cable.
NBC és una divisió de l'empresa NBCUniversal, que al seu torn és propietat de General Electric Company i del grup francès de comunicació Vivendi Universal.
Té la seu principal al GE Building del Rockefeller Center, a Nova York, des d'on s'emeten programes tan populars com el show Today (en antena des de 1952) o Saturday Night Live (des de 1975).
Entre les sèries més populars hi ha la coneguda Friends i Hill Street Blues. Des de fa anys, l'NBC retransmet la gala dels Golden Globes.
El grup va ser fundat per una associació entre Westinghouse, General Electric Corporation (GE) i Radio Corporation of America (RCA). NBC està formada per deu emissores de propietat i 200 afiliats als Estats Units i els seus territoris. Al Canadà hi ha algunes estacions de la xarxa, i la major part de la seva programació és adquirida i redistribuïda per xarxes canadenques de manera simultània.

## Història

### Ràdio
L'estació de ràdio WJZ 833 AM Newark (Nova Jersey), va començar l’octubre de 1921 per Westinghouse Electric, va traslladar els seus estudis a la ciutat de Nova York el 1923 i va canviar les freqüències a 660 AM, abans de ser adquirida per RCA el 1926. Es va convertir en l'estació insígnia de l'NBC Blue Network, llançada l'1 de gener de 1927.
L'estació de ràdio WEAF 660 AM de Nova York, llançada el 1922 per AT&T, va ser adquirida per RCA el juliol 1926, i es va convertir en l'estació insígnia de l'NBC Red Network, llançada el 15 de novembre de 1926.
La Red Network estava formada pels millors afiliats i contenia una programació de qualitat o de gran pressupost, mentre que la Blue Network estava formada pels afiliats menys potents i contenia una programació renovada o experimental, i els programes més populars es van traslladar a la Red Nerwork. El 5 d'abril de 1927, l'NBC va arribar a la costa oest creant la NBC Orange Network, que va retransmetre la programació de la Red Network, amb l'emissora KGO de San Francisco al capdavant de la xarxa. L'any 1936 es van abandonar els colors taronja i daurat, convertint-se només en vermell o blau. A la ciutat de Nova York, les dues emissores de ràdio comparteixen estudis al número 30 de Rockefeller Plaza.
El 1941 el Tribunal Suprem dels Estats Units, preocupada pel dret de la competència, va ordenar a RCA que vengués una de les seves xarxes. La Red Network es va convertir en NBC Radio Network i la Blue Network va ser venuda a American Broadcasting System, Inc., una empresa controlada per Edward Noble, per 8 milions de dòlars. El 15 de juny de 1945, la Blue Network es va convertir en American Broadcasting Company.
La identitat sonora de la ràdio prové de les tres notes anomenades Chimes de la NBC, literalment les campanades de l'NBC, que segueixen la seqüència GEC, és a dir Sol-Mi-Do, un arpegi invertit de Do major (Do-Mi-Sol). Les campanes NBC s'han estandarditzat des de 1931 entre emissions, cosa que permet als enginyers de les estacions afiliades indicar quan poden començar la programació local (especialment la publicitat local) o la programació alterna entre la Red Network i la Blue. A la dècada del 1950, es van convertir en la primera marca registrada que tenia la singularitat de ser completament sonora.

### Televisió

#### Els inicis
RCA va llançar la seva televisió experimental el 1928 a l'estació W2XBS, inclòs el Photophone. S'estaven fent proves en circuit tancat i a l'aire d'aproximadament 75 empleats sèniors de RCA, mentre s'estaven desenvolupant estàndards de televisió. El 24 de juny de 1941, W2XBS va rebre la seva llicència comercial (l'altra llicència va ser atorgada el mateix dia a CBS), i va començar a emetre l’1 de juliol de 1941 (una hora abans dels programes de la CBS).

#### Canvia al color
NBC va començar a emetre els seus programes en color ja el 1954.
Mentre que la CBS rival emetia experimentalment els primers programes de televisió en color als Estats Units, el seu sistema era incompatible amb els milions de televisors en blanc i negre que s'utilitzaven en aquell moment. Després d'una sèrie d'emissions en color limitades i inconsistents (la majoria programades durant el dia), CBS abandona aquest sistema de televisió en color i les seves emissions.
Això obre la porta a l'adopció del sistema de color compatible RCA com a estàndard dels EUA. RCA va convèncer la FCC d'aprovar el seu sistema de televisió en color el desembre de 1953. NBC estava a punt amb la programació en color al cap de pocs dies de la decisió de la comissió. NBC va començar la transmissió en color amb uns quants espectacles el 1954 i va emetre la seva primera programació regular de color amb tots els episodis de la sèrie The Marriage emetent en color a partir d'aquell estiu.

#### Des dels anys 90
A la dècada del 1990, l'NBC va iniciar una estratègia de diversificació, sobretot amb la creació de dues subxarxes de televisió per cable, CNBC i MSNBC. NBC també té la propietat parcial de diversos canals esportius regionals i altres canals per cable, com Court TV i American Movie Classics. El NBC Super Channel arriba a més de 65 milions de llars a Europa. El 1994, l'NBC va començar a implementar NBC Desktop Video, un servei de notícies financeres que ofereix vídeo en directe als ordinadors personals. El 1995 la companyia va anunciar un acord amb Microsoft per crear MSNBC, un canal de televisió per cable.
El periodista Martin A. Lee assenyala que la cadena es va mostrar particularment entusiasta, en la seva cobertura de la Guerra del Golf, per l'actuació de les armes utilitzades per l'exèrcit estatunidenc. Aquestes van ser en gran part produïts per General Electric, que també era propietat de NBC. Davant d'aquesta situació, un antic empleat d'NBC News reconeix que «la mateixa noció de llibertat de premsa s'enfronta a una contradicció insuperable quan els propietaris dels mitjans són els mateixos que s'han d'investigar. El canal també es va negar a parlar de la campanya d'INFACT contra General Electric en els seus programes de boicot. Quan el director de National Boycott News va insistir, va ser contestat per un dels productors: Si ho fes, hauria de buscar una nova feina demà...»
NBC ha estat durant molt de temps el canal de televisió número 1 als Estats Units gràcies a programes com Friends, Seinfeld, Emergencies, Will & Grace o Saturday Night Live. Durant uns anys l'NBC va experimentar una forta erosió en l'audiència dels seus programes emblemàtics i es va posicionar l'any 2005 en tercera posició darrere de la CBS i l'ABC, respectivament primera i segona.
Des de l'adquisició de Vivendi Universal Entertainment al maig de 2004 per part de General Electric, NBC forma part del conglomerat de mitjans de comunicació NBC Universal. Al gener 2011, Comcast es va convertir en l'accionista majoritari per davant de General Electric.
El febrer 2017, l'NBC va anunciar que volia prendre una participació de 25% al canal europeu de notícies Euronews per uns trenta milions d'euros.
El 2017, el Shorenstein Center on Media, Politics and Public Policy de la Universitat Harvard, va examinar en un estudi com els periodistes de deu grans mitjans de comunicació van cobrir Donald Trump durant els primers cent dies de la seva presidència i mostra que el to de la cobertura informativa és negatiu en un 93% a l'NBC.

## Identitat corporativa

### Logotip
El primer logotip de la cadena de televisió va ser un glockenspiel de tres fulles amb les lletres NBC inscrites. Quan va arribar el color, va aparèixer una primera versió del paó ('peacock' en anglès) i un nou logotip, anomenat snake (serp), que eren, de fet, les lletres que NBC enllaçava.
El logotip de la NBC és una representació estilitzada d'un paó, la qual cosa indica la riquesa dels colors de la NBC des de l'inici de la tecnologia de televisió en color.

Logo de la NBC de 1956 a 1976.
Logo de la NBC de 1976 a 1979.
Logo de la NBC del 12/05/1986 al 2011.
Logo de la NBC del 2011 a 30/09/2013.
Logo de la NBC del 30/09/2013 a 2022.
Logo de la NBC des de 2022.

## Afiliats
| #   | Mercat                                         | Cadena  | Propietari                  |
| --- | ---------------------------------------------- | ------- | --------------------------- |
| 1   | Nova York                                      | WNBC    | NBCUniversal                |
| 2   | Los Angeles                                    | KNBC    | NBCUniversal                |
| 3   | Chicago                                        | WMAQ-TV | NBCUniversal                |
| 4   | Filadèlfia                                     | WCAU    | NBCUniversal                |
| 5   | Dallas                                         | KXAS-TV | NBCUniversal                |
| 6   | San Francisco                                  | KNTV    | NBCUniversal                |
| 7   | Washington DC                                  | WRC-TV  | NBCUniversal                |
| 8   | Houston                                        | KPRC-TV | Post-Newsweek Stations      |
| 9   | Boston                                         | WBTS-LD | NBCUniversal                |
| 10  | Atlanta                                        | WXIA-TV | Gannett Company             |
| 11  | Tampa                                          | WFLA-TV | Media General, Inc.         |
| 12  | Phoenix                                        | KPNX    | Gannett                     |
| 13  | Detroit                                        | WDIV-TV | Post-Newsweek Stations      |
| 14  | Seattle                                        | KING-TV | Belo Corporation            |
| 15  | Minneapolis                                    | KARE    | Gannett                     |
| 16  | Miami                                          | WTVJ    | NBCUniversal                |
| 17  | Denver                                         | KUSA    | Gannett                     |
| 18  | Orlando                                        | WESH    | Hearst Television           |
| 19  | Cleveland                                      | WKYC    | Gannett                     |
| 20  | Sacramento                                     | KCRA-TV | Hearst Television           |
| 21  | Saint-Louis                                    | KSDK    | Gannett Company             |
| 22  | Charlotte                                      | WCNC-TV | Belo Corporation            |
| 23  | Pittsburgh                                     | WPXI    | Cox Media Group             |
| 24  | Raleigh/Durham/Fayetteville (Caroline du Nord) | WNCN    | Media General               |
| 25  | Portland                                       | KGW     | Belo Corporation            |
| 26  | Baltimore                                      | WBAL-TV | Hearst Television           |
| 27  | Indianapolis                                   | WTHR    | Dispatch Broadcast Group    |
| 28  | San Diego                                      | KNSD    | NBCUniversal                |
| 29  | Nashville                                      | WSMV-TV | Meredith Corporation        |
| 30  | New Britain/Hartford/New Haven                 | WVIT    | NBCUniversal                |
| 53  | Buffalo (Nova York)                            | WGRZ    | Gannett Company             |
| 56  | Wilkes-Barre                                   | WBRE-TV | Nexstar Broadcasting Group  |
| 77  | Columbia                                       | WIS     | Raycom Media                |
| 97  | Plattsburgh/Burlington                         | WPTZ    | Hearst Television           |
| 115 | Youngstown (Ohio)                              | WFMJ-TV | Vindicator Printing Company |
| 141 | Beaumont (Texas)                               | KBMT    | London Broadcasting Company |
| 147 | Anchorage                                      | KTUU-TV | Schurz Communications       |
| 152 | Albany                                         | WALB    | Raycom Media                |
| 203 | Victoria (Texas)                               | KAVU-TV | Saga Communications         |

## Programació

### Programació temporada 2023-2024[10]
| Dies      | 8-9 p.m.                     | 8-9 p.m.                            | 9-10 p.m.                                        | 22h-23h                            |
| Dies      | 8-8:30 p.m.                  | 8:30 p.m.-9 p.m.                    | 9-10 p.m.                                        | 22h-23h                            |
| --------- | ---------------------------- | ----------------------------------- | ------------------------------------------------ | ---------------------------------- |
| dilluns   | The Voice (24 temporades)    | The Voice (24 temporades)           | The Voice (24 temporades)                        | The Irrational (temporada 1, nova) |
| dimarts   | Night Court (temporada 2)    | Extended Family (temporada 1, nova) | The Voice                                        | Quantum Leap (temporada 2)         |
| dimecres  | Chicago Med (temporada 9)    | Chicago Med (temporada 9)           | Chicago Fire (temporada 12)                      | Chicago P.D. (temporada 11 )       |
| dijous    | Law and Order (temporada 23) | Law and Order (temporada 23)        | Law & Order: Special Victims Unit (temporada 25) | Trobat (temporada 1, nova)         |
| divendres | The Wall                     | The Wall                            | Dateline NBC                                     | Dateline NBC                       |
| diumenge  | Football Night in America    | Football Night in America           | NBC Sunday Night Football                        | NBC Sunday Night Football          |

Programa de mitja temporada
- Law & Order: Organized Crime)
- La Brea (sèrie de televisió) (temporada 3)
- Magnum (sèrie de televisió, 2018) (temporada 5, part 2)

### Programació temporada 2022-2023
| Dies      | 8-9 p.m.                               | 8-9 p.m.                               | 9-10 p.m.                                        | 22h-23h                                     |
| Dies      | 8-8:30 p.m.                            | 8:30 p.m.-9 p.m.                       | 9-10 p.m.                                        | 22h-23h                                     |
| --------- | -------------------------------------- | -------------------------------------- | ------------------------------------------------ | ------------------------------------------- |
| dilluns   | The Voice (23 temporades)              | The Voice (23 temporades)              | The Voice (23 temporades)                        | Quantum Leap (temporada 1, nova)            |
| dimarts   | The Voice                              | The Voice                              | La Brea (temporada 2)                            | New Amsterdam (temporada 5)                 |
| dimecres  | Chicago Med (temporada 8)              | Chicago Med (temporada 8)              | Chicago Fire (temporada 11)                      | Chicago P.D. (temporada 10)                 |
| dijous    | Llei i ordre (temporada 22)            | Llei i ordre (temporada 22)            | Law & Order: Special Victims Unit (temporada 24) | Llei i ordre: crim organitzat (temporada 3) |
| divendres | Capital One College Bowl (temporada 2) | Capital One College Bowl (temporada 2) | Dataline NBC                                     | Dataline NBC                                |
| divendres | López vs. López (temporada 1, nova)    | YoungRock (temporada 3)                | Dataline NBC                                     | Dataline NBC                                |
| diumenge  | Football Night in America              | Football Night in America              | NBC Sunday Night Football                        | NBC Sunday Night Football                   |

Programa de mitja temporada
- Magnum (sèrie de televisió, 2018) (temporada 5, part 1)
- Blacklist (temporada 10)
- Night Court (temporada 1, nova)
- American Suto(temporada 2)
- Big Crew (temporada 2)

## Programes emesos per NBC

### Telerealitats i jocs
- The Apprentice / The Celebrity Apprentice (2004–2017)
- The Biggest Loser (2004–2016, després 200 a USA Network)
- America's Got Talent (2006-en curs)
- The Voice (2011-en curs)
- Love in the Wild (en) (2011-2012)
- Off Their Rockers de Betty White (2012-2017)
- Estrella de la moda (2012-2013)
- American Ninja Warrior (2012-en curs)
- Take It All (2012)
- Ready for Love  (2013)

### Notícies i informació
- Meet the Presse (1947-en curs)
- Today (1952-en curs)
- NBC Nightly News (1970-en curs)
- Dateline NBC (1992-en curs)
- Early Today (1999-en curs)
- Rock Center amb Brian Williams (2011–2013)

### Late Night
- Saturday Night Live (1975-en curs)
- The Tonight Show Starring Jimmy Fallon  (des del 2014)
- Late Night with Seth Meyers (des del 2014)
- Last Call with Carson Daly (2002-en curs)

### Esdeveniments anuals
- Globus d'Or
- Miss EUA (2003-en curs)
- Miss Univers (2003-en curs)
- Premis NAACP Image (2011-en curs)

### Espectacles antics
- The Red Skelton Show (1951-1953, 1970-1971)
- Watch Mr. Wizard  (1951-1965)
- Late Night with David Letterman (1982-1993)
- Late Night with Conan O'Brien (1993-2009)
- Fear Factor  (2001-2006; 2011-2012)
- To Catch a Predator  (2004-2007)
- The Sing-Off (2009-2012)
- The Jay Leno Show (2009-2010)
- The Tonight Show with Jay Leno (1992–2009; 2010-2014)
- Late Night with Jimmy Fallon (2009-2014)